# Кубра (Дагестан)
Кубра́ (лак. Кӏувур) — село в Лакском районе Дагестана. Административный центр Кубринского сельсовета.

## География
Село находится на расстоянии 4 км к юго-западу от села Кумух, административного центра района.

## Население
| 1869 | 1888 | 1895 | 1926 | 1939 | 1970 | 1989 |
| ---- | ---- | ---- | ---- | ---- | ---- | ---- |
| 149  | ↗182 | ↘170 | ↘158 | ↗210 | ↘162 | ↘105 |
| 2002 | 2010 | 2021 |      |      |      |      |
| ↗201 | ↘197 | ↘148 |      |      |      |      |

## История
В 1939 году земли соседнего села Туванихи перешли в колхоз села Кубра и превращены в пастбища. А сами туванихинцы под давлением власти были вынуждены переселиться в Кубру или в другие поселения.